# Steve Smyth
Steve Smyth (28 de noviembre de 1970) es un guitarrista de heavy metal, conocido principalmente por su participación en grupos como Nevermore, Testament, Forbidden o One Machine.

## Biografía
Smyth nació en el Norte de California, y comenzó su carrera en el grupo de metal progresivo melódico con cantante femenina Ariah tras graduarse en 1988. Ariah nunca realizó ningún álbum oficial de estudio, pero grabaron algunas canciones y tocaron en conciertos locales con bandas como Vicious Rumors y King Diamond. Ariah se deshizo en 1992.
Tras un impás de tres años, se unió al grupo de power metal Vicious Rumors para sustituir al guitarrista Mark McGee que había dejado el grupo tras la muerte del vocalista del grupo Carl Albert. Something Burning (1996) fue el primer álbum en el que Smyth tocó. Este fue seguido por Cyberchrist en 1998, y hoy día participa en la composición también.
En 1999 Smyth deja Vicious Rumors para unirse a Testament. El legendario grupo de la escena thrash de Bay Area acababa de lanzar el álbum The Gathering, pero a su guitarrista principal, James Murphy, se le diagnosticó tumor cerebral, así que Testament buscaban un nuevo miembro estable para la gira. Durante cinco años Smyth giró con Testament a lo largo de todo el planeta y en innumerables conciertos, y a pesar de querer grabar en estudio con el grupo, fue un sueño no realizado.
Por otro lado, Smyth formó el grupo Dragonlord como un proyecto paralelo con la ayuda del guitarrista Eric Peterson (fundador de Testament) y el bajista Steve DiGiorgio (que en esos momentos estaba en Testament). Este equipo de black metal sinfónico ha grabado dos discos: Rapture (2001) y Black Wings of Destiny (2005).
Los componentes de Nevermore ya eran amigos de Smyth antes de su unión a la banda. Y aunque inicialmente fuese de broma, preguntó al grupo si podía juntarse con ellos. En principio Smyth entró como guitarrista de gira, y en 2004 oficialmente fue acreditado como miembro estable dentro del grupo tras su ayuda en la gira europea. Tocó mano a mano con Jeff Loomis, con el que escribió algunas canciones del aclamado This Godless Endeavor (2005).
El 20 de abril de 2006, Smyth lanzó un mensaje explicando a sus fanes que le habían detectado una insuficiencia renal debido a una enfermedad congénita. En su página oficial actualizó la información el 30 de mayo y el 9 de agosto de ese mismo año. El 12 de diciembre de 2006, Smyth fue operado para trasplantarle un riñón con éxito.
Durante el verano de 2007 Smyth dejó Nevermore debido a "diferencias personales y de negocios". Al mismo tiempo estaba trabajando en un disco instrumental de estilo rock progresivo con su compañero y bajista de Ariah Steve Hoffman. Este proyecto se llamó "EssenEss" debido a las primeras letras de sus nombres, una transcripción de S'n'S (Steve es el nombre de los dos). El álbum debut, llamado como el grupo The EssenEss Project, se lanzó a mercado el 5 de noviembre de 2007.
Actualmente está dando clases en el London Institute of Contemporary Music Performance y es miembro estable del grupo Forbidden.
Además, Smyth ha comenzado con un grupo de metal de carácter internacional que recoge inlfuencias modernas y clásicas, incluyendo a miembros especialmente seleccionados por él:  Mikkel Sandager (Mercenary) a las voces, Jamie Hunt (Biomechanical) compartiendo con él labores de guitarra, Tomas "O'Beast" Koefoed (Mnemic) al bajo y Michele Sanna a las baterías (aunque en el álbum de estudio tocase el batetría fundador del grupo de metal progresivo italiano Chaoswave, Raphael Saini).
Su debut, "The Distortion Of Lies And The Overdriven Truth", fue lanzado a mercado el 18 de febrero de 214 vía Scarlet Records. El CD fue grabado y producido por Steve Smyth y mezclado por Roy Z (Judas Priest, Bruce Dickinson, Rob Halford). Fue masterizado por Alan Douches en el estudio West West Side Music, con arte de Niklas Sundin de Cabin Fever Media, así como fotografías de Anthony Dubois.
También en 2014, se unió al super-grupo "From Hell" junto con Damien Sisson de Death Angel y Paul Bostaph de Slayer y Testament. Su álbum debut, "Ascent From Hell", se lanzó el 8 de abril vía Scourge Records.

## Equipamiento
Smyth toca B.C. Rich Warlock 7 cuerdas, Ignitor 7 cuerdas,
Assassin, guitarras Assassin PX3T, Warlock 6 cuerdas, y modelos Bich.
También toca con EVH amplifiers. (aunque formalmente patrocina amplificadores Krank.)
También usa efectos Digitech (lo más prominente un pedal Whammy) y púas EMG.
En 2011, el modelo B.C. Rich Smyth signature salió al mercado en versiones de 6 y 7 cuerdas.

## Discografía

### Álbumes

#### Vicious Rumors
- 1996 - Something Burning (Massacre)
- 1998 - Cyberchrist (Massacre)

#### Dragonlord
- 2001 - Rapture (Spitfire)
- 2005 - Black Wings of Destiny (Escapi)

#### Nevermore
- 2005 - This Godless Endeavor (Century Media)

#### HateSphere
- 2005 - "The Sickness Within" (SPV/Steamhammer) (Invitado en los solos de la canción "Marked by Darkness")

#### The EssenEss Project
- 2007 - The EssenEss Project (Two Louder Music)

#### Intense
- 2009 - "Hyperphysics" (Wiolence Worldwide) (Invitado en los solos de las canciones "The Wizard", "Burn One" y "Bloodborne")

#### Forbidden
- 2010 - Omega Wave (Nuclear Blast)

#### Electric Punishment
- 2013 - "Pressure Spike" (Wiolence Worldwide) (Invitado en los solos de las canciones "Pressure Spike", "Cold Day In June" and "Coerced")

#### One Machine
- 2014 - "The Distortion Of Lies And The Overdriven Truth" (Scarlet Records)

#### From Hell
- 2014 - "Ascent From Hell" (Scourge Records.)

#### Testament
- 1999 - Live in Tokyo, Japan DVD (bootleg oficial)
- 1999 - Live in Osaka, Japan DVD (bootleg oficial)
- 2000 - Live Dynamo Open Air 2000, Eindhoven, The Netherlands (bootleg oficial)
- 2003 - Live Wacken, Germany DVD (bootleg oficial)
- 2003 - Live in Tilburg, The Nederlands DVD (bootleg oficial)